# 安戈洛泰尔梅
安戈洛泰尔梅（義大利語：Angolo Terme），是意大利布雷西亚省的一个市镇。总面积30平方公里，人口2586人，人口密度86.2人/平方公里（2009年）。国家统计（ISTAT）代码为017006。